# Буковецький
Буковецький — струмок (річка) в Україні у Іршавському районі Закарпатської області. Ліва притока річки Бистрої (басейн Дунаю).

## Опис
Довжина балки приблизно 9,43 км, найкоротша відстань між витоком і гирлом — 8,39  км, коефіцієнт звивистості річки — 1,12 . Формується багатьма гірськими струмками.

## Розташування
Бере початок між горами Дощатою (761,3 м) та Товстою 819,2 м). Тече переважно на північний захід через село Малий Раковець та у селі Великий Раковець впадає у річку Бистру, ліву притоку річки Боржави.